# Feuquières-en-Vimeu
Feuquières-en-Vimeu és un municipi francès situat al departament del Somme i a la regió dels Alts de França. L'any 2007 tenia 2.483 habitants.

## Demografia

### Població

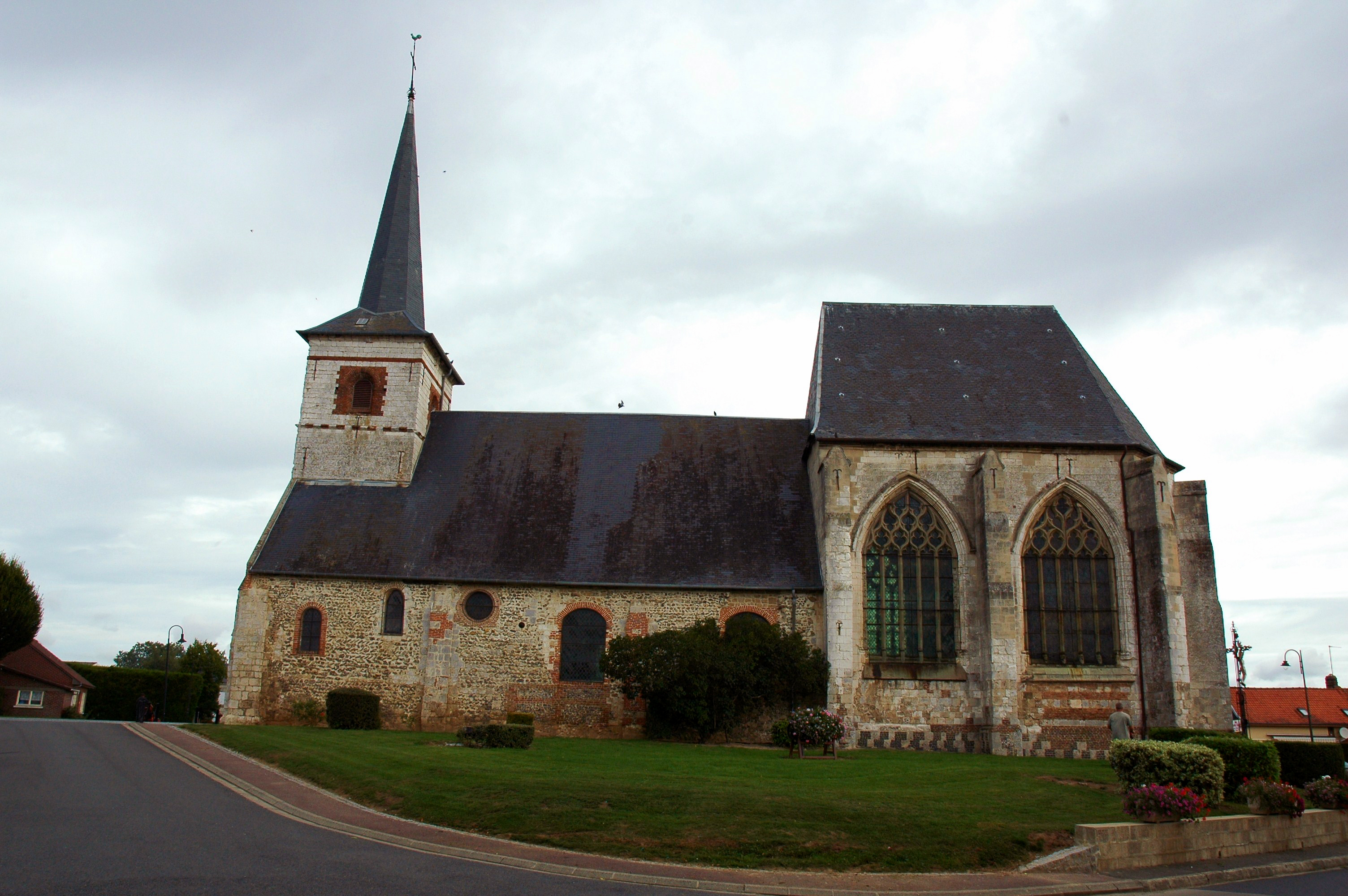

El 2007 la població de fet de Feuquières-en-Vimeu era de 2.483 persones. Hi havia 1.016 famílies de les quals 250 eren unipersonals (114 homes vivint sols i 136 dones vivint soles), 311 parelles sense fills, 356 parelles amb fills i 99 famílies monoparentals amb fills.
La població ha evolucionat segons el següent gràfic:
Habitants censats

### Habitatges

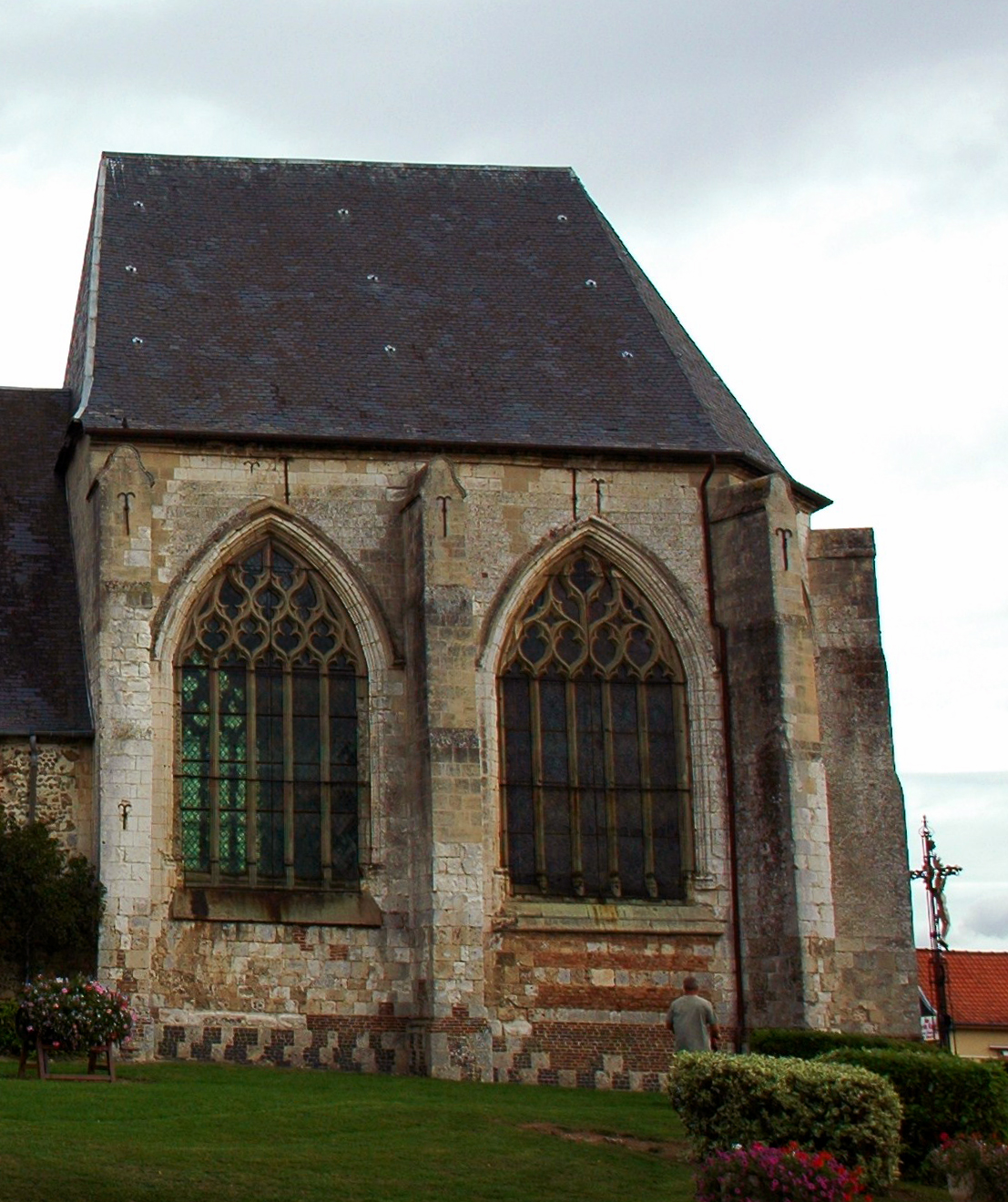

El 2007 hi havia 1.126 habitatges, 1.038 eren l'habitatge principal de la família, 30 eren segones residències i 59 estaven desocupats. 985 eren cases i 139 eren apartaments. Dels 1.038 habitatges principals, 711 estaven ocupats pels seus propietaris, 301 estaven llogats i ocupats pels llogaters i 27 estaven cedits a títol gratuït; 6 tenien una cambra, 45 en tenien dues, 219 en tenien tres, 335 en tenien quatre i 434 en tenien cinc o més. 615 habitatges disposaven pel capbaix d'una plaça de pàrquing. A 544 habitatges hi havia un automòbil i a 327 n'hi havia dos o més.

### Piràmide de població

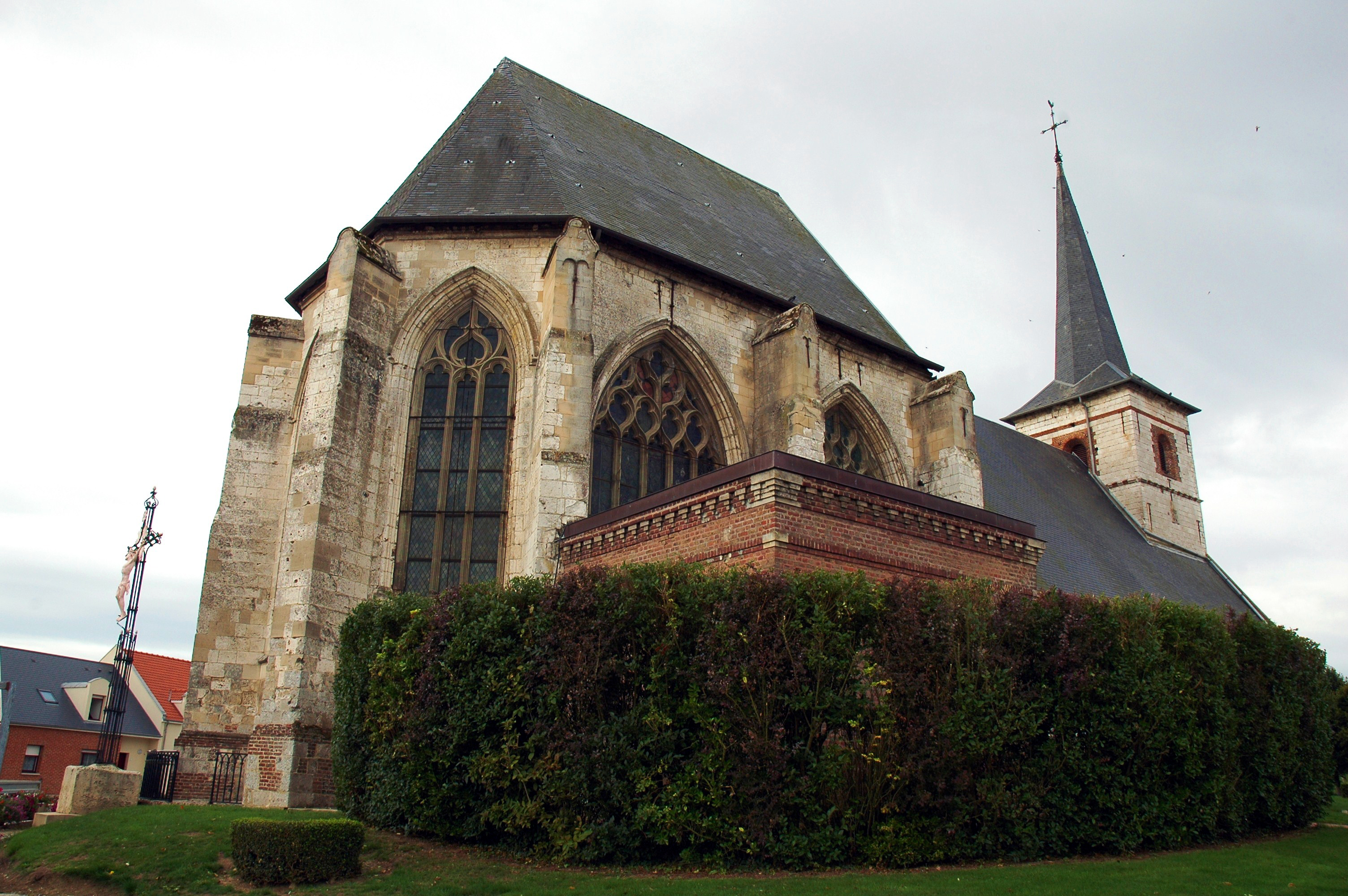

La piràmide de població per edats i sexe el 2009 era:
| Homes | Edats   | Dones |
| ----- | ------- | ----- |
| 0     | 95 o +  | 0     |
| 8     | 90 a 94 | 8     |
| 20    | 85 a 89 | 52    |
| 4     | 80 a 84 | 24    |
| 44    | 75 a 79 | 68    |
| 60    | 70 a 74 | 48    |
| 44    | 65 a 69 | 72    |
| 60    | 60 a 64 | 68    |
| 52    | 55 a 59 | 48    |
| 112   | 50 a 54 | 92    |
| 56    | 45 a 49 | 88    |
| 68    | 40 a 44 | 80    |
| 96    | 35 a 39 | 96    |
| 112   | 30 a 34 | 80    |
| 88    | 25 a 29 | 68    |
| 84    | 20 a 24 | 64    |
| 72    | 15 a 19 | 64    |
| 44    | 10 a 14 | 100   |
| 64    | 5 a 9   | 56    |
| 56    | 0 a 4   | 76    |

## Economia

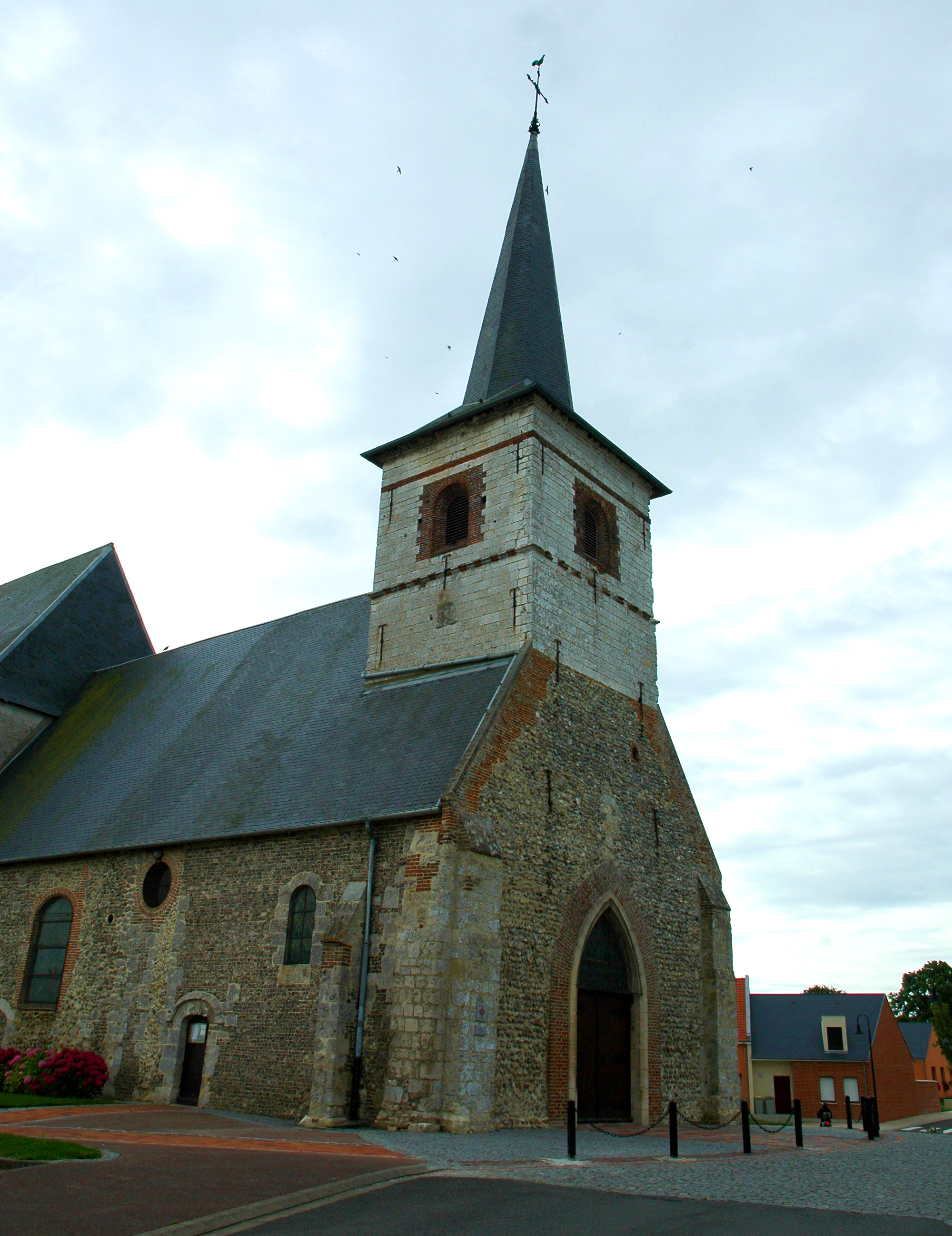

El 2007 la població en edat de treballar era de 1.592 persones, 1.141 eren actives i 451 eren inactives. De les 1.141 persones actives 1.015 estaven ocupades (587 homes i 428 dones) i 125 estaven aturades (62 homes i 63 dones). De les 451 persones inactives 169 estaven jubilades, 109 estaven estudiant i 173 estaven classificades com a «altres inactius».

### Ingressos

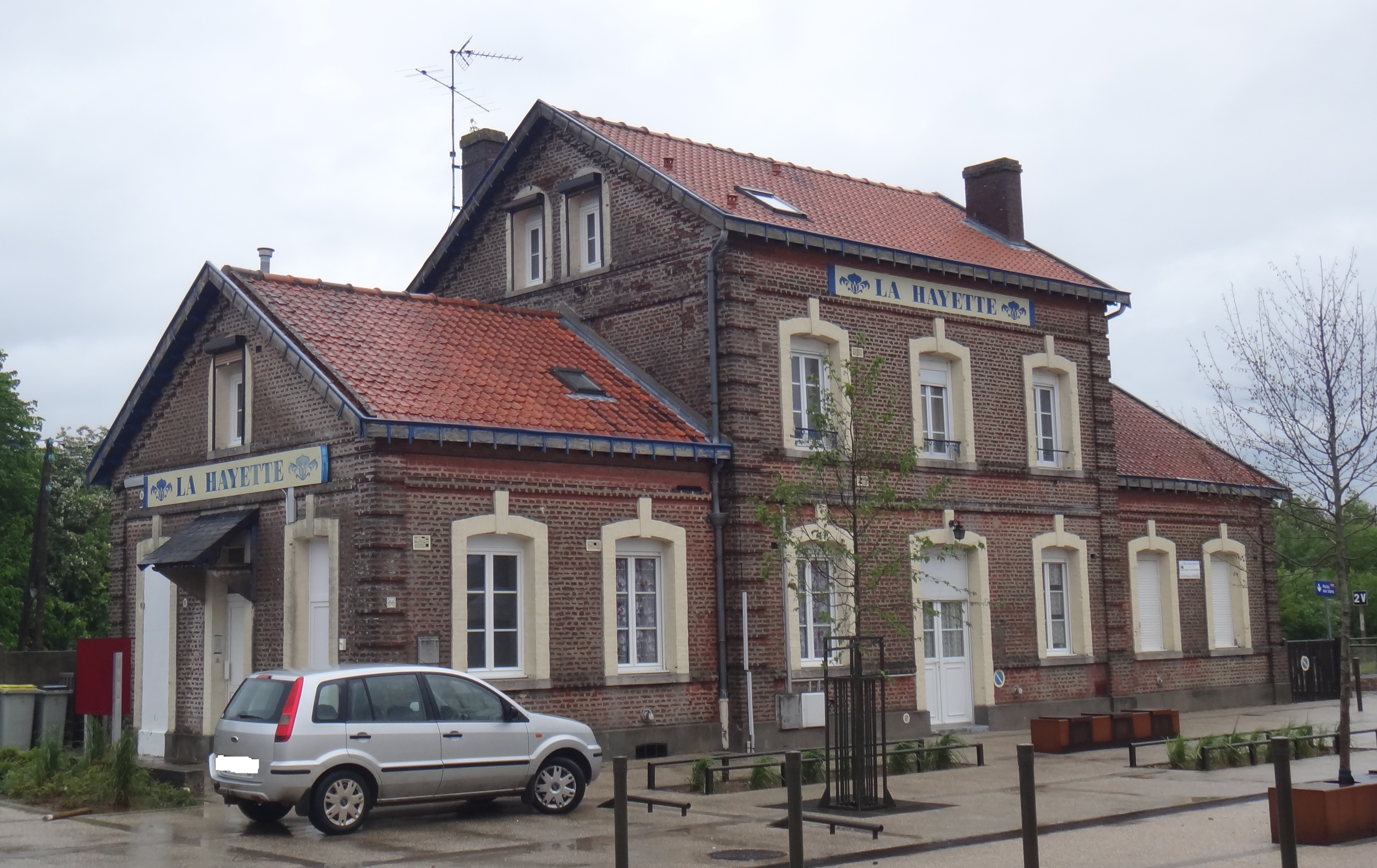

El 2009 a Feuquières-en-Vimeu hi havia 1.059 unitats fiscals que integraven 2.495 persones, la mediana anual d'ingressos fiscals per persona era de 16.400 €.

### Activitats econòmiques
Dels 152 establiments que hi havia el 2007, 4 eren d'empreses alimentàries, 3 d'empreses de fabricació de material elèctric, 36 d'empreses de fabricació d'altres productes industrials, 5 d'empreses de construcció, 36 d'empreses de comerç i reparació d'automòbils, 5 d'empreses de transport, 8 d'empreses d'hostatgeria i restauració, 7 d'empreses financeres, 4 d'empreses immobiliàries, 23 d'empreses de serveis, 15 d'entitats de l'administració pública i 6 d'empreses classificades com a «altres activitats de serveis».
Dels 24 establiments de servei als particulars que hi havia el 2009, 1 era una oficina de correu, 2 oficines bancàries, 3 tallers de reparació d'automòbils i de material agrícola, 2 tallers d'inspecció tècnica de vehicles, 1 autoescola, 1 paleta, 2 fusteries, 1 lampisteria, 1 empresa de construcció, 4 perruqueries, 3 veterinaris, 1 agència de treball temporal i 2 restaurants.
Dels 14 establiments comercials que hi havia el 2009, 1 era un hipermercat, 1 una botiga de menys de 120 m², 4 carnisseries, 1 una peixateria, 1 una botiga de roba, 1 una botiga d'equipament de la llar, 1 una botiga d'electrodomèstics i 4 floristeries.
L'any 2000 a Feuquières-en-Vimeu hi havia 12 explotacions agrícoles que ocupaven un total de 525 hectàrees.

## Equipaments sanitaris i escolars
El 2009 hi havia 1 farmàcia i 1 ambulància.
El 2009 hi havia 1 escola maternal i 1 escola elemental. Feuquières-en-Vimeu disposava d'un col·legi d'educació secundària amb 455 alumnes.

## Poblacions més properes
El següent diagrama mostra les poblacions més properes.